# 2064
2064 — 2064 рік нашої ери, 64 рік 3 тисячоліття, 64 рік XXI століття, 4 рік 7-го десятиліття XXI століття, 5 рік 2060-х років.

## Події
- Літні Олімпійські ігри 2064 — у 2064 році відбудуться 43 Літні Олімпійські Ігри.[джерело?]